# Botlhatlogo
Botlhatlogo is een dorp in het district North-West in Botswana. De plaats telt 555 inwoners (2011).